# エスタディオ・ウニコ・マドレ・デ・シウダデス
エスタディオ・ウニコ・マドレ・デ・シウダデス（スペイン語: Estadio Único Madre de Ciudades）は、アルゼンチン・サンティアゴ・デル・エステロ州サンティアゴ・デル・エステロにあるサッカー専用スタジアム。

## 概要
2018年4月13日、サンティアゴ・デル・エステロ州の知事とアルゼンチンサッカー協会の会長の両者によって、新スタジアム建設計画が認可され、2018年6月に着工した。こけら落としはそれからおよそ3年後の2021年3月4日、スーペルコパ・アルヘンティーナのCAリーベル・プレート対ラシン・クラブの試合が行われ、5-0でリーベル・プレートが優勝を果たした。
開場当初はコパ・アメリカ2021を開催するスタジアムの一つに選ばれていたが、国内におけるCOVID-19感染拡大の影響により、開催権を返上したことで大会の開催は白紙になった。

## 開催された主な大会・試合
- 国際Aマッチ

| 日付          | ホームチーム | 結果 | アウェーチーム | 大会                              |
| ------------- | ------------ | ---- | -------------- | --------------------------------- |
| 2021年6月3日  | アルゼンチン | 1-1  | チリ           | 2022 FIFAワールドカップ・南米予選 |
| 2023年3月28日 | アルゼンチン | 7-0  | キュラソー     | 親善試合                          |

- 2023 FIFA U-20ワールドカップ
- ザ・ラグビーチャンピオンシップ2024「アルゼンチン代表 v 南アフリカ共和国代表」- 2024年9月21日

## ギャラリー

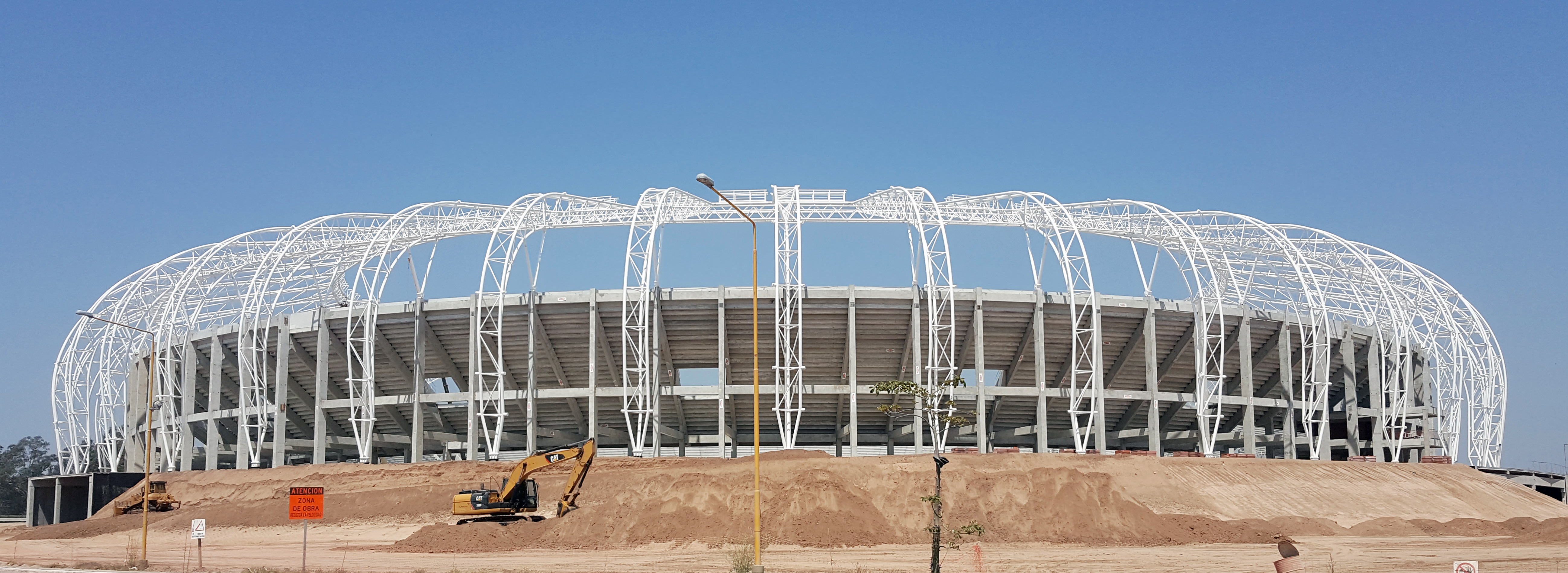
建設中のスタジアム（2019年）
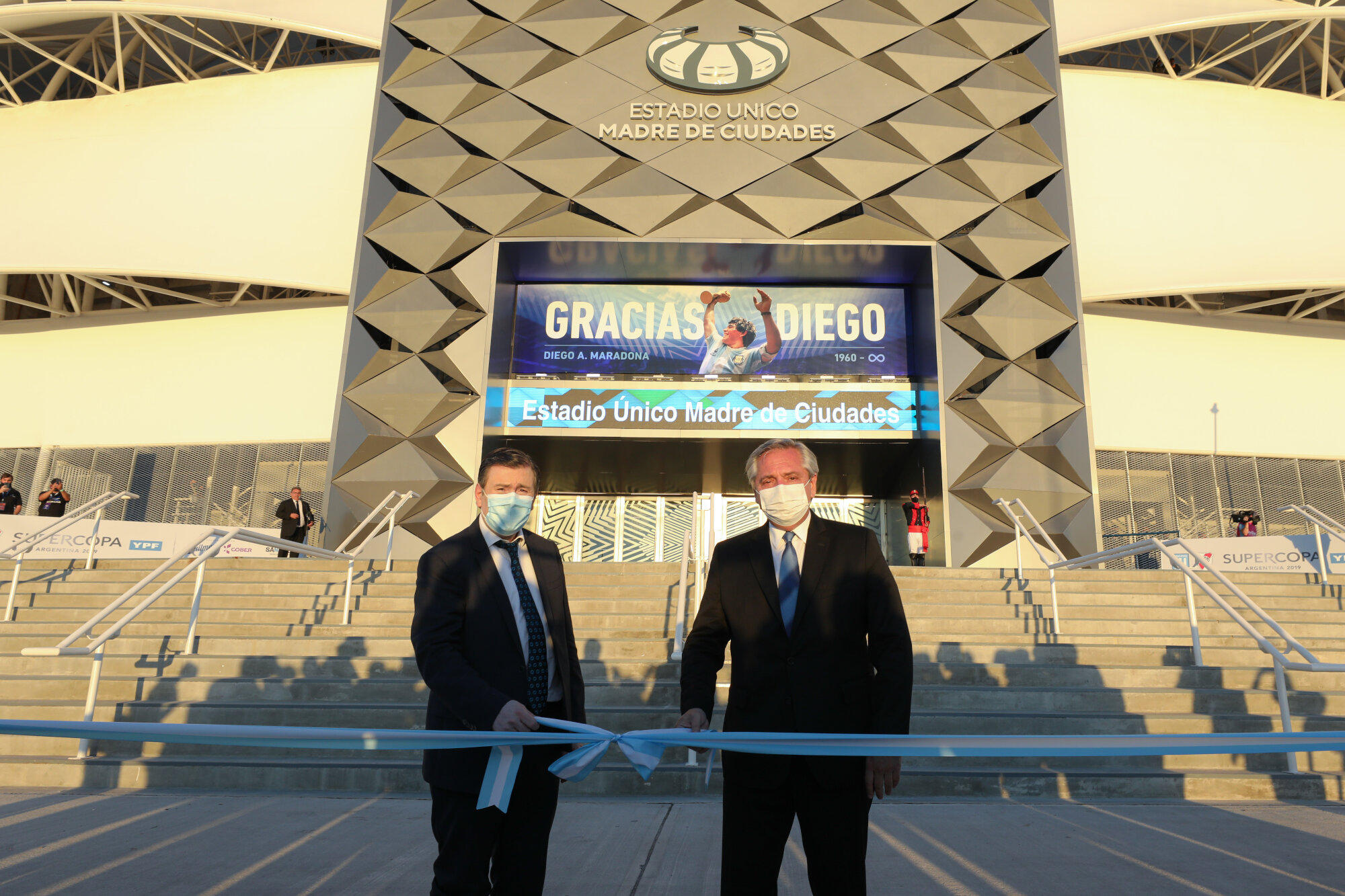
落成式の様子（2021年）
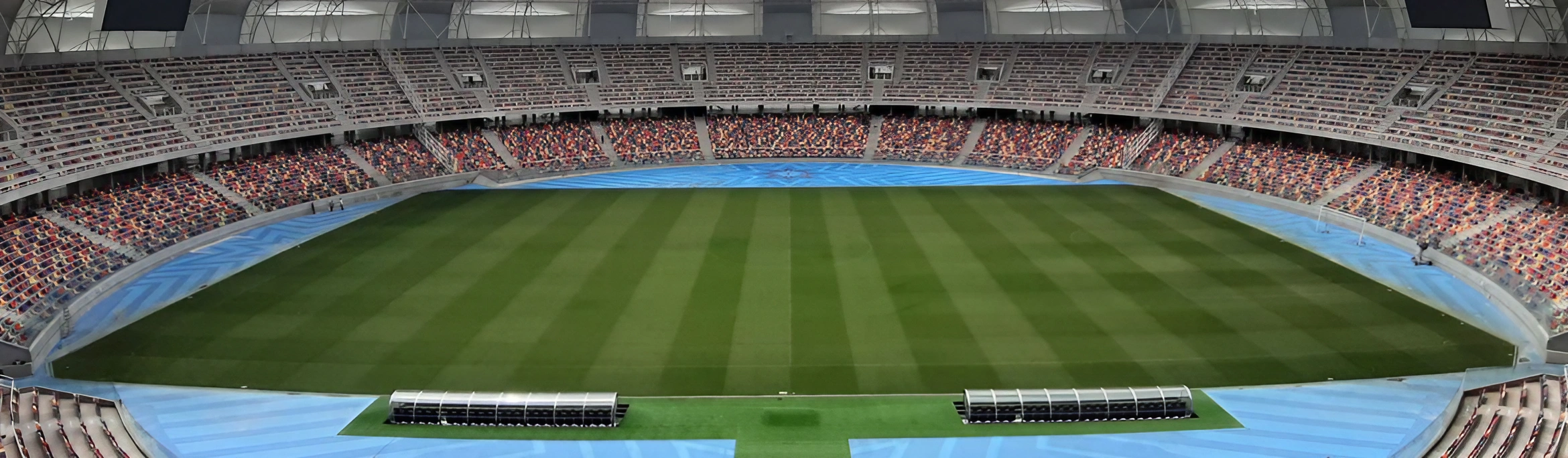
2023年の内観